# Andy Gill
Andy Gill (Manchester, 1º gennaio 1956 – Londra, 1º febbraio 2020) è stato un chitarrista e produttore discografico britannico, cofondatore dei Gang of Four.

## Biografia
Ha co-fondato e ha partecipato alla realizzazione di tutti gli album della band Gang of Four, sia in veste di chitarrista che di produttore, fra i cui maggiori successi si ricordano gli LP Entertainment! e Solid Gold, e i singoli "At Home He's a Tourist," "Damaged Goods," "Anthrax" e "I Love a Man in Uniform".
Oltre all'attività svolta all'interno della band, ha svolto una intensa attività di produttore discografico e di studio per numerosi artisti della scena rock e post-punk internazionale, fra cui i Red Hot Chili Peppers, The Stranglers, The Futureheads, Michael Hutchence, Killing Joke e Young Knives.
Il suo "chitarrismo" era caratterizzato dall'uso di riff secchi e frammentati, con l'uso dello staccato, dando un risultato scarno e nevrotico, unito ad un timbro metallico particolarmente acuto e tagliente soprattutto nelle ritmiche, grazie all'uso di una Fender Stratocaster inserita in amplificatori a transistor, con un risultato più "freddo" rispetto agli amplificatori valvolari, suono diventato poi uno "standard" per la musica "post punk".
È morto nel 2020 all'età di 64 anni per problemi respiratori al ritorno da una tournée in Cina, lasciando il sospetto si sia trattato di uno dei primi casi di COVID-19.

## Discografia

### Da solista
- 1987 - Dispossession
- 2004 - Genome

### Come produttore[9]
- Gang of Four – Entertainment! (1979)
- Gang of Four – Another Day/Another Dollar (1982)
- Red Hot Chili Peppers – The Red Hot Chili Peppers (1984)
- Balancing Act - "Curtains" (1988)
- Gang of Four – Mall (1991)
- The Stranglers - Written in Red (1997)
- The Jesus Lizard – Blue (1998)
- Bis – Social Dancing (1999)
- The Mark of Cain - This is This... (2001, co-produced with Phil McKellar)
- Regurgitator - Eduardo and Rodriguez Wage War on T-Wrecks (2001 - co-prodotto con la band, mixing, programming & arrangements)
- Killing Joke – Killing Joke (2003)
- The Futureheads – The Futureheads (2004)
- Young Knives – Voices of Animals and Men (2006)
- Therapy? – Crooked Timber (2009)
- Fight Like Apes – The Body of Christ and the Legs of Tina Turner (2010)
- Gang of Four – Content (2011)
- Gang of Four – What Happens Next (2015)
- Gang of Four - Happy Now (2019)
- Queenadreena - Djin reissue (2021, "Heaven Doesn't Wait" demo)